# كاربي انجلونج
كاربي انجلونج رمزها «KA» (بالإنجليزية: Karbi  Anglong)‏ ، هو تقسيم إداري لدولة الهند تتبع ولاية أسام (بالإنجليزية: Assam)‏ ، مركزها هو مدينة ديفو (بالإنجليزية: Diphu)‏ عدد سكانها حسب تعداد سنة 2001 هو 812,320 ، مساحتها 10,434 كم² وكثافة السكان 78 لكل كم² .